# Jean-Christophe Péraud
Jean-Christophe Péraud, född den 22 maj 1977 i Toulouse, Frankrike, är en fransk tävlingscyklist som tog silver i mountainbike vid olympiska sommarspelen 2008 i Peking.
Senare gick han över till landsvägscykling och slutade två i Tour de France 2014, efter italienaren Vincenzo Nibali.